# 亚历山大·沙巴洛夫
亚历山大·安納托利耶維奇·沙巴洛夫（俄语：Александр Анатольевич Шабалов，1967年9月12日—），拉脱维亚裔美国国际象棋棋手、特级大师。
沙巴洛夫是1993年、2000年、2003年、2007年四届美国国际象棋全国冠军。2009年，他在美洲国际象棋锦标赛中获并列冠军。2015年，入选美国国际象棋名人堂。